# Landrecourt-Lempire
Landrecourt-Lempire é uma comuna francesa na região administrativa de Grande Leste, no departamento de Meuse. Estende-se por uma área de 14,63 km². Em 2010 a comuna tinha 215 habitantes (densidade: 14,7 hab./km²).